# Tam Ky

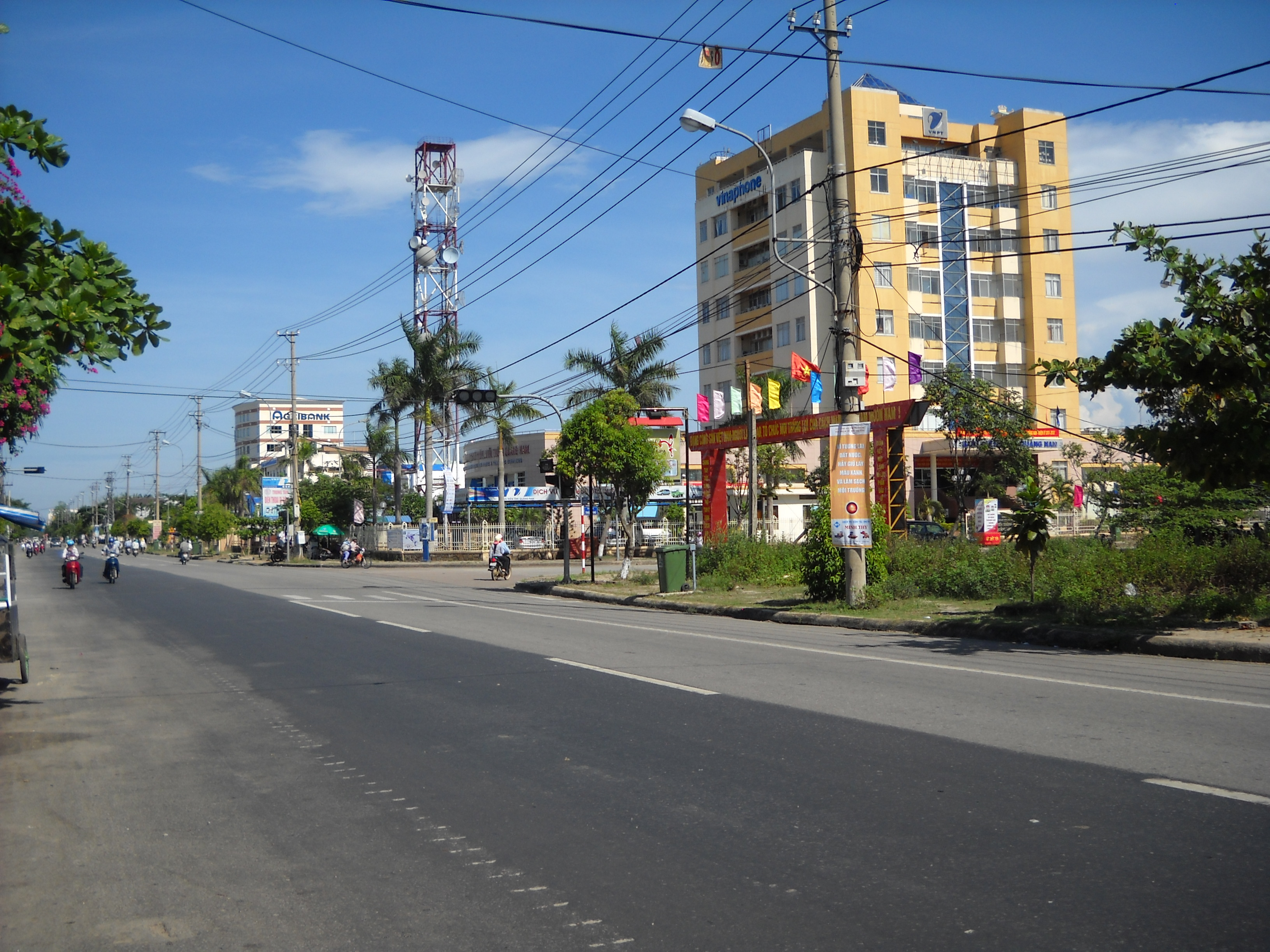
Gata i Tam Ky.

Tam Ky (på vietnamesiska Tam Kỳ) är en stad i Vietnam och är huvudstad i provinsen Quang Nam. Folkmängden uppgick till 107 924 invånare vid folkräkningen 2009, varav 81 396 invånare bodde i själva centralorten.